# Abzuya
Abzuya era una ciutat del Regne de Cadeix, probablement emmurallada i no llunyana a la ciutat de Cadeix.
Shuttarna, que cap a l'any 1340 aC era rei de Cadeix i vassall egipci, i el seu fill Aitaqqama, es van sentir amenaçats quan el rei hitita Subiluliuma I va conquerir el regne de Qatna i va continuar l'expedició de conquesta cap al sud. Van atacar els hitites tot i que Subiluliuma no havia fet cap moviment per atacar Cadeix. El rei hitita els va derrotar i va conquerir la ciutat i llavors es van refugiar a Abzuya, ciutat que els hitites van assetjar i conquerir. Shuttarna, el seu fill i altres familiars (fills, germans) van ser fets presoners i portats a Hattusa.